# Friderik V. Danski
Friderik V., danski in norveški kralj, vojvoda Schleswiga in Holsteina, * 31. marec 1723, Kopenhagen, † 14. januar 1766, palača Christiansborg, Kopenhagen
Friderik V. se ni dosti zanimal za vladanje, a po zaslugi njegovih ministrov velja njegovo obdobje vladanja za čas vsestranskega napredka. V nasprotju s starši, ki so bili globoko predani pietizmu, je Friderik zrasel v hedonista. Pomembni so mu bili lov, alkohol in ženske. A imel je ministre, predane idejam razsvetljenstva, ki so vladali namesto njega. Skrbeli so za razvoj trgovine in prve začetke industrije. Pazili so, da se kraljevina Danska-Norveška ni zapletala v vojne. Razmah kulturnega življenja je vzpodbujala kraljica Luiza. Spet so bile dovoljene ljudske zabave, ki so bile prepovedane v času očetovega vladarja, in dovoljena je bila svoboda izražanja. 

## Poreklo in mladost
Friderik V. je bil edini sin danskega kronskega princa Kristijana in njegove soproge Zofije Magdalene, hčerke Kristijana Henrika, grofa Brandenburg-Bayreuth-Kulmbach. Ko je bil star 7 let, je njegov oče postal danski in norveški kralj Kristijan VI., Friderik pa kronski princ.
Starša sta ga želela vzgojiti po svojem vzoru, v duhu pietizma, a se je Friderik obrnil stran od vere, rad je bil med ljudmi, postal je pravi hedonist, ki je užival v radostih življenja, lovu, vinu in ženskah. Za osebnega služabnika mu je bil dodeljen 11 let starejši plemič iz Mecklenburga, ki je že prej služil očetu, grof Adam Gottlob Moltke, ki je leta 1743 postal dvorni učitelj. A tudi on ga ni mogel odvrniti od pretiranega zanimanja za alkohol in ženske, postal pa je njegov intimni prijatelj in svetovalec, na katerega se je Friderik opiral tudi potem, ko je postal kralj.
Leta 1740 so Friderika potrdili za prestolonaslednika in odtlej je bil član kraljevega sveta. Med švedsko nasledstveno krizo, ki je nastopila po smrti švedske kraljice Ulrike Eleonore Švedske, ko je bilo znano, da ne bo imela legitimnega dediča, je bil celo kandidat za švedskega kralja, a je mir v Åbu, ki je končal rusko-švedsko vojno, na zahtevo ruske carice Elizabete določil, da bo po smrti Ulrikinega soproga Friderika švedski prestol zasedel Adolf Friderik iz rodbine Holstein-Gottorp, stric Katarine Velike.

## Prva poroka
Prinčev razbrzdani način življenja je še pospešil načrte za njegovo poroko, ki naj bi ga umirila. Dinastično poroko z britansko princeso je iz političnih razlogov predlagala Velika Britanija, ki je hotela prehiteti Francijo v povezovanju z Dansko-Norveško, Danska pa si je obetala britansko podporo pri prizadevanju za švedsko krono. Novembra 1743 je bila v Hannovru izpeljana proxy poroka med Luizo,najmlajšo hčerko britanskega kralja Jurija II., in Friderikom, ki ga je v odsotnosti zastopal princesin brat. Ob velikem ljudskem slavju je sledil prihod neveste v Kopenhagen, kje je bila v grajski kapeli Christiansborga prava poroka. Par se je kar dobro ujel. Luizo so zaradi naravnega in odkritega vedenja hitro vzljubili tako dvorjani kot prebivalstvo. Friderik je s svojim prešuštvom nadaljeval, a ga je skušal narediti čim manj očitnega.  Njuna rokokojsko preoblikovana graščina je hitro postala središče živahnega in družabnega dvornega življenja, ki se je močno razlikovalo od togega ceremoniala na dvoru njegovih staršev v palači Christiansborg.
Prvi sin kraljevega para je umrl v svojem drugem letu. Četrti otrok je bil spet sin, prestolonaslednik Kristijan VII.

## Vladanje
Friderik je triindvajsetleten, tri leta po prvi poroki, nasledil očeta na prestolih Danske in Norveške. Njegova selitev v kraljevo palačo Christiansborg je v dvornem življenju pomenila veliko spremembo. Znamenje novega časa je bila že odstranitev železnih verig okrog palače, ki so prej preprečevale ljudem, da bi se palači približali. Dvorno življenje je spet pridobilo sijaj, dvorane in saloni so postali mesto plesov in druženj. Na dvor so vabili tudi meščane, med njimi razsvetljenca Ludvika Holberga, ki je živo opisal življenje na dvoru.
Friderik V. je bil eden tistih absolutističnih vladarjev, ki so najmanj naredili za državo. Ob začetku vladanja je bil toliko pod vplivom alkohola, da ni bil sposoben sam voditi vlade in je bil popolnoma odvisen od svetovalcev. Takoj je imenoval grofa Motkeja za glavnega dvornega upravitelja, ki je postal kraljev zaupnik in je bil s krajem od jutra do večera. Ena od Moltkejevih glavnih nalog je bila, skrbeti, da kralj s svojimi orgijami ni kvaril ugleda kraljeve hiše. Kralj se je najraje ukvarjal z lovom.
Čeprav je kralj tudi prisostvoval sejam vladnega sveta, so v njegovem imenu vladali sposobni ministri, poleg Moltkeja zlasti grof Bernstorff in bankir Schimmelmann. Po njihovi zaslugi je dežela napredovala v trgovini, pojavljala se je industrija smodnika  in orožja, sami pa so se izogibali vpletanju v evropske vojne. Danska-Norveška je ostala nevtralna tudi med bližnjimi spopadi med Rusijo in Švedsko v sedemletni vojni (1756–63).
V Friderikovem času so odprli bolnico kraja Friderika in sirotišnico v Christianshavnu, ki obstaja še danes. Ustanovljena je bila Danska zahodno indijska družba. Po zaslugi kraljice Luize so se spet razširile kulturne prireditve in ljudske zabave, ki so bile v času očetovega vladanja prepovedane, dovoljeno je bilo svobodno izražanje, razvijala se je igralska in glasbena umetnost. 

## Druga poroka
Leta 1751 je kraljica Luiza, šestič noseča, nenadoma umrla. Moltke in ministri so si prizadevali kralja čim prej spet poročiti. Po pol leta je Friderik privolil v poroko z  Julijano Marijo, Braunschweig-Wolfenbüttel, najmlajšo hčerko Ferdinanda Albrechta II., vojvode Braunschweig-Wolfenbüttel, in svakinjo pruskega kralja Friderika Velikega. A zakon ni uspel. Nova žena je bila nemško hladna, vajena strogega nemškega ceremoniala in je ostala tuja tako kralju kot ljudstvu. Kralju je rodila sina Friderika. Sovražila je prestolonaslednika Kristijana in skušala na njegovo mesto spraviti svojega sina. Kralj je postal melanholičen, se še bolj predal pitju, kar ga je peljalo v zgodnjo smrt.
Friderik V. je bil po svojem pobožnem očetu Kristijanu VI. za nekatere dobrodošla sprememba in ob njegovi smrti so mnogi za njim žalovali.

## Družina
Friderik V. se je prvič poročil leta 1743 z Luizo (1724–1751), hčerko britanskega kralja Jurija II.; imela sta 5 otrok:
- Kristijan (1745–47)
- Zofija Magdalena (1746–1813) ⚭ 1766 švedski kralj Gustav III.
- Vilhemina Karolina (1747–1820) ⚭ 1764 hessenski volilni knez Viljem I.
- Kristijan VII. (1749–1808), danski kralj
- Luiza (1750–1831), ⚭ 1766 hessensko-kasselski grof Karel, kraljevi namestnik v Schleswigu in Holsteinu; Luiza je postala babica kralja Kristijana IX., prvega iz rodbine Glücksburžanov.

Drugič se je Friderik V. poročil leta 1752 z Julijano Marijo, hčerko Ferdinanda Albrechta II., vojvode Braunschweig-Wolfenbüttel; z njo je imel sina:
- Friderik (1753-1805), danski princ, regent (1772–1784), oče kralja Kristijana VIII. in ded kraljice Luize, soproge kralja Kristijana IX.

Poleg zakonskih je imel Friderik V. z različnimi ljubicami številne nezakonske otroke.